# Акатово (Гагаринский район)
 Акатово — деревня в Смоленской области России, в Гагаринском районе. Расположена в северо-восточной части области в 13 км к востоку от районного центра. Население — 522 жителя (2007 год). Центр Акатовского сельского поселения.

## История
В середине XIX века Акатово — «владельческое сельцо при колодцах», 17 дворов 108 жителей. В начале XX века — деревня 19 дворов, 140 жителей.

## Экономика
В деревне средняя школа, библиотека, медпункт, дом культуры, мясокомбинат, отель, лесничество.

## Достопримечательности
- Обелиск на братской могиле воинов Советской Армии, погибших в 1941—1943 гг.